# Candice Bergen
Candice Patricia Bergen (født Bergren; 9. maj 1946) er en amerikansk teater-, tv- og filmskuespiller.
Candice Bergens far var den berømte bugtaler Edgar Bergen (med trædukken Charlie McCarthy). Hendes bedsteforældre Johan Berggren og Nilla Svensdotter kom begge fra Hässleholm kommun i Skåne. De emigrerede til USA. Bergen fik sin skolegang i Schweiz og arbejdede som model, før filmedebuten i 1966. For mange svenske tv-seere er hun måske først og fremmest kendt som en journalist Murphy Brown i tv-serien af samme navn.
Candice Bergen er også fotograf og har fotograferet Fidel Castro og Mao Zedong. Hun har også skrevet artikler i forskellige magasiner.

## Privatliv
Candice Bergen blev i 1980 gift med den franske filminstruktør Louis Malle, de var gift indtil hans død i 1995. Parret fik sammen en datter. I år 2000 blev Candice Bergen gift med ejendomsmatadoren Marshall Rose.